# Tranvía de Le Mans
El Tranvía de Le Mans (en francés: Tramway du Mans) es un tranvía en la ciudad de Le Mans, Países del Loira, Francia. Se inauguró el 17 de noviembre de 2007 y actualmente consta de dos líneas.

## Material rodante
El diseño del material rodante estuvo a cargo de la agencia RCP Design Global, que formuló el concepto general, las telas, el ambiente interior y la decoración del tranvía en nombre de Alstom.